# Oversteps
Oversteps — десятий альбом дуету електронної музики Autechre, випущений лейблом Warp Records у 2010 році. Альбом був доступний для офіційного завантаження на bleep.com та в японському iTunes Store 22 лютого 2010 року; CD та делюкс-вінілове видання вийшло 22 березня 2010 року. Критики загалом позитивно відгукнулися про Oversteps, багато хто вважав його більш цільним і доступним, ніж попередні альбоми. Через чотири місяці після релізу Oversteps вийшов супутній мініальбом під назвою Move of Ten.

## Передумови і створення
У березні 2010 року в інтерв'ю Clash учасники Autechre Шон Бут і Роб Браун заявили, що не знають, чи вплинула якась інша музика на створення Oversteps; Бут прокоментував, що «у мене немає жодного запису, який би звучав як Oversteps». У тому ж інтерв'ю динаміка між дуетом у студії була названа «кумедно поступливою», а Бут заявив, що «я не проти відступити».
Autechre провели дванадцятигодинну веб-трансляцію на початку березня 2010 року, що збіглася з виходом альбому, як це було з релізами Untilted і Quaristice.

## Оформлення
Обкладинка альбому була створена студією графічного дизайну The Designers Republic. В інтерв'ю Warp Records Ян Андерсон з tDR пояснив, що обкладинка альбому заснована на життєвому досвіді Андерсона, на протистоянні людини і машини. В основі обкладинки лежить ідея про те, що «[люди] намагаються бути настільки ж ефективними, як і машини, і виконувати завдання, для яких ми розробили машини», і що відносно простим завданням для комп'ютера, але важким для людини є намалювати ідеальне коло. В березні 2020 року в інтерв'ю редактору Creative Boom Кеті Коуен, Андерсон зауважив, що хоча дует і назвав Oversteps «найбільш нелюдським альбомом» на сьогоднішній день, він вважає, що цей матеріал більш органічний, аніж інша їхня творчість.
Ілюстрації були створені співробітниками tDR, які потім намагалися створити ідеальні кола, використовуючи різноманітні матеріали та розміри. Загалом, сімдесят два різних кола були створені за допомогою пензлів та фломастерів, що зробило обкладинки кожного формату (CD, вінілова платівка, а у випадку цифрового формату — обкладинки окремих пісень), друковану рекламу та сувенірну продукцію унікальною спробою ідеально намальованого кола, зробленою людиною. Концепція була застосована до концентричних кілець, що утворюють кола на наступному мініальбомі Autechre — Move of Ten.

## Реліз
Oversteps був випущений 22 березня 2010 року. Перед релізом альбому на інтернет-сайтах з'явилися численні підроблені версії альбому, як це раніше ставалося і з попередніми трьома збірками. Браун сказав, що це «стає традицією» під час виходу альбому. Oversteps посів 13 місце в британському чарті незалежних альбомів Official Charts Company. 10 квітня 2010 року альбом посів 15 і 46 місця в чартах Billboard Dance/Electronic Albums і Heatseekers Albums, відповідно.

## Відгуки критиків
Oversteps отримав загалом позитивні відгуки, більшість з яких погоджується, що це один з найдоступніших альбомів гурту на сьогоднішній день. Метт Кеннеді з BBC був дуже похвальним і зазначив, що хоча «Oversteps, безумовно, не є винятком у їхній зовні складній естетичності ….. Під крижаною зовнішністю б'ються оманливо теплі серця». Він додав, що, як зазвичай, альбом не був доступний одразу, але повторне прослуховування є «єдиним методом зануритись у глибину Oversteps», зробивши висновок: «Autechre продовжують випробовувати себе і слухачів з приголомшливо заплутаними результатами».
Пол Кларк з Drowned in Sound погодився, сказавши, що Oversteps «спочатку все ще здається вражаючим, як покинутий склад, оточений дев'ятьма футами колючого дроту», але «має точки входу для випадкового слухача». Він порівняв його з альбомами середини 1990-х років IDM-гурту The Future Sound of London, сказавши, що пісні альбому «ніби випливають одна з одної, занурюючи слухача у синестезійне середовище». Він завершив свою рецензію на схожій ноті з Кеннеді, сказавши: «Oversteps — це все ще складний для прослуховування альбом, який з кожним прослуховуванням відкриває безкінечні шари нових деталей. Але це також їхній найбільш миттєво винагороджуваний і, можливо, найкращий альбом на сьогоднішній день».
Патрік Сіссон з Pitchfork сказав, що альбом нагадує більш ранні роботи, такі як Amber, зазначивши, що «атмосфера Oversteps переслідує». Він також назвав альбом «менш жорстким» і «майже органічним», зробивши висновок, що Autechre «все ще впроваджують новий дизайн, а не просто перепаковують попередні продукти».

## Трек-лист
| #     | Назва                                | Тривалість |
| ----- | ------------------------------------ | ---------- |
| 1.    | «r ess»                              | 5:13       |
| 2.    | «ilanders»                           | 5:32       |
| 3.    | «known(1)»                           | 4:43       |
| 4.    | «pt2ph8»                             | 4:10       |
| 5.    | «qplay»                              | 4:39       |
| 6.    | «see on see»                         | 4:37       |
| 7.    | «Treale»                             | 6:05       |
| 8.    | «os veix3»                           | 4:38       |
| 9.    | «O=0»                                | 4:53       |
| 10.   | «d-sho qub»                          | 6:26       |
| 11.   | «st epreo»                           | 4:08       |
| 12.   | «redfall»                            | 3:49       |
| 13.   | «krYlon»                             | 6:09       |
| 14.   | «Yuop»                               | 6:22       |
| 15.   | «Xektses sql» (Japanese Bonus Track) | 3:01       |
| 71:24 |                                      |            |